# Дринська бановина

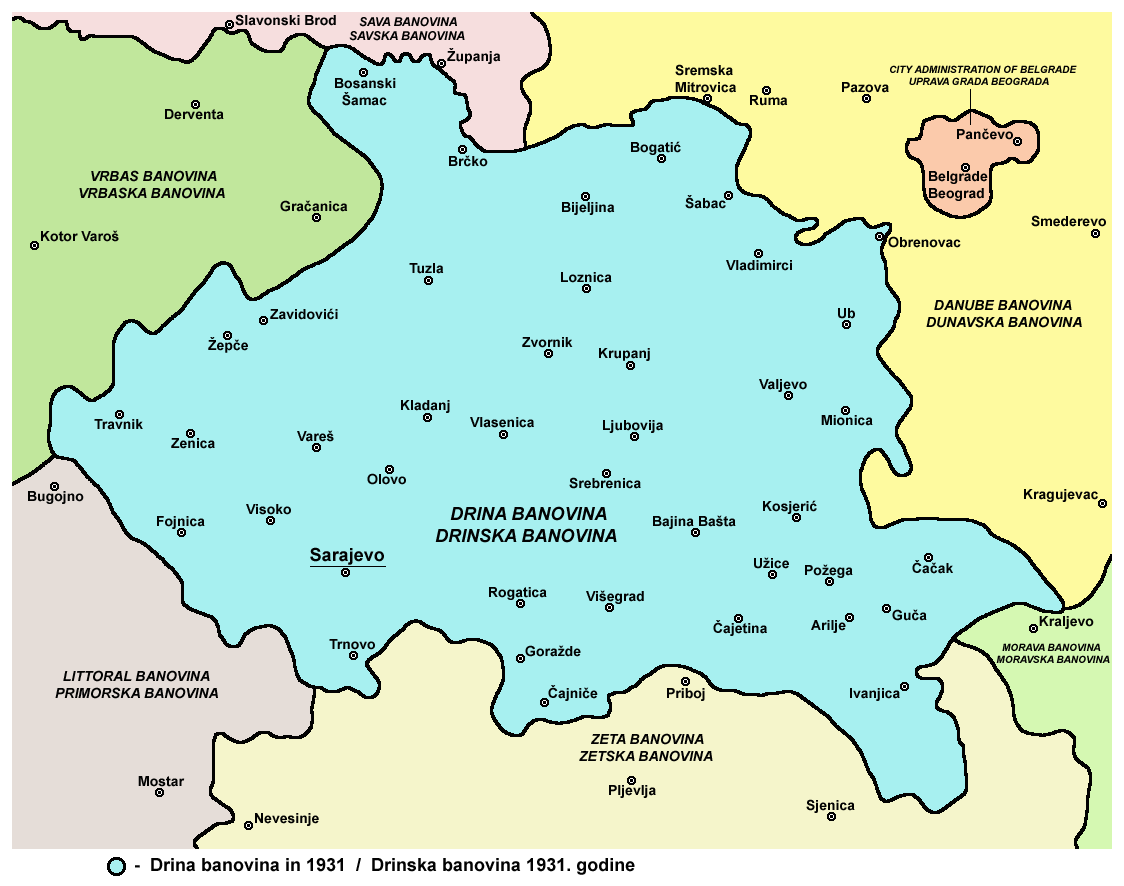
Дринська бановина (1931)

Дри́нська банови́на (сербохорв. Дринска бановина/Drinska banovina) — провінція  Королівства Югославії, одна з дев'ятьох бановин за адміністративно-територіальним поділом Югославії, чинним з 1929 по 1941 рік.

## Географія
Дринська бановина розташовувалася в центральній частині королівства, на території сучасних  Боснії і Герцеговини та Сербії, в районі течії річки Дрина, від якої й дістала свою назву. На півночі межувала з  Савською і  Дунайською бановиною, на сході — з  Дунайською і  Моравською бановинами, на півдні — з  Зетською бановиною, на заході — з  Приморською та  Врбаською бановиною. Адміністративним центром бановини було Сараєво.

## Історія
У 1939 р. частина території бановини увійшла в  бановину Хорватію. У 1941 р. територію бановини було поділено між  Незалежною державою Хорватія та окупованою німцями Сербією.